# Ovaka
Ovaka ist eine Insel in der tonganischen Inselgruppe Vavaʻu. Im Jahr 2021 hatte Ovaka 95 Bewohner.

## Geographie
Ovaka ist das Zentrum des Verwaltungsbezirks Motu. Die Insel liegt im Südwesten des Archipels zwischen Vakaʻeitu im Norden und den viel kleineren Inselchen Ovalau im Osten, Muʻomuʻa im Süden sowie Totokamaka und Totokafonua im Südwesten. Zur selben Riffkrone gehören noch die Inselchen Langakali und Moʻunu sowie ʻEuakafa im Osten. Die Insel selbst ist stark gegliedert. Vier Rundungen scheinen zusammengewachsen zu sein wie die Knöchel einer Hand.

## Klima
Das Klima ist tropisch heiß, wird jedoch von ständig wehenden Winden gemäßigt. Ebenso wie die anderen Inseln der Vavaʻu-Gruppe wird Ovaka gelegentlich von Zyklonen heimgesucht.